# Antoine Pompe
Pour les articles homonymes, voir Pompe (homonymie).
Antoine Pompe (9 décembre 1873-9 février 1980) est un architecte belge actif à Bruxelles qui annonça le « modernisme » en architecture dès 1910, en pleine époque Art nouveau.

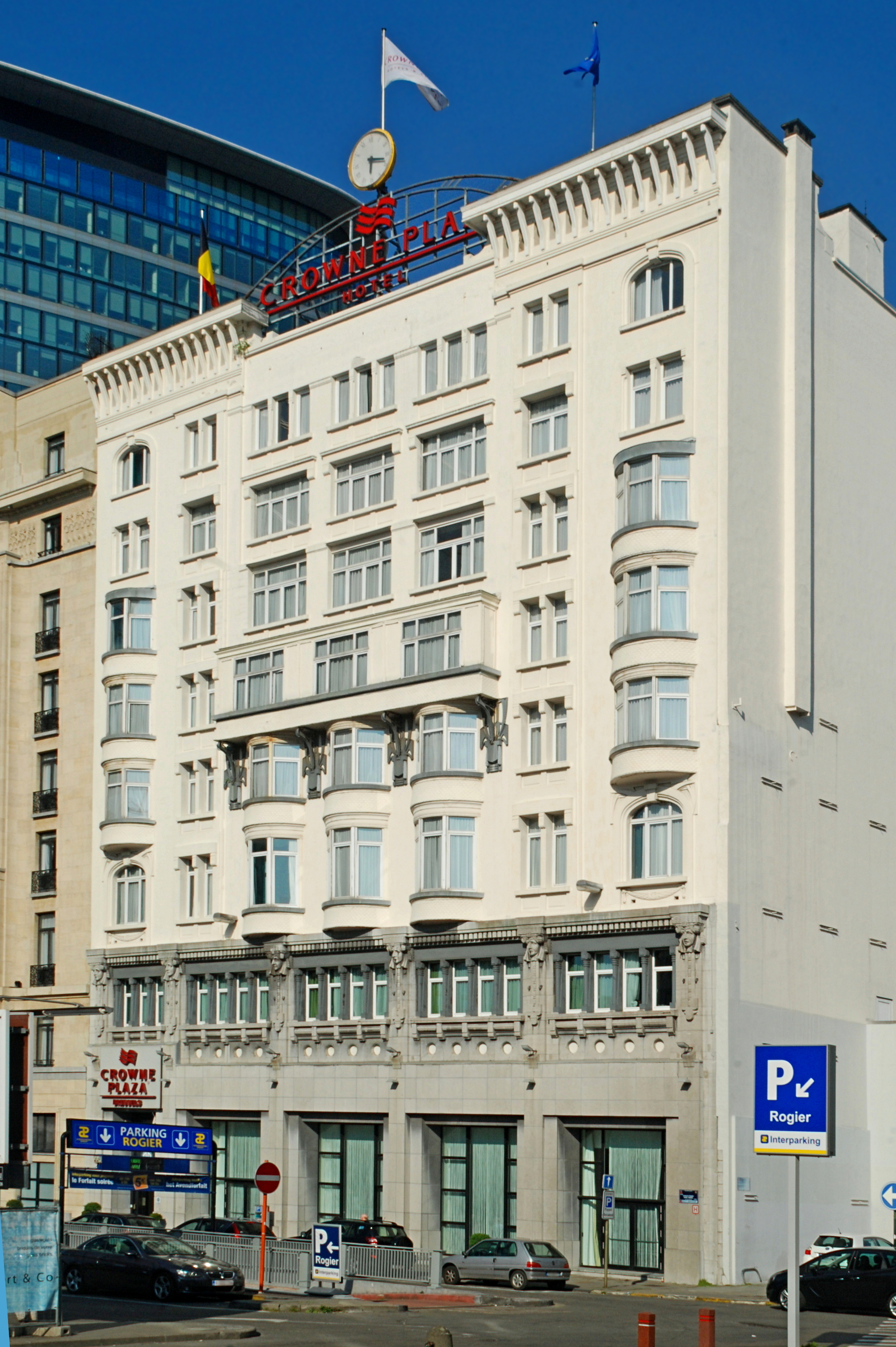
Palace Hôtel (en tant qu'assistant de l'architecte Adhémar Lener).

## Biographie
Né à Bruxelles en 1873, Antoine Pompe fait ses études à l'Académie royale des beaux-arts de Bruxelles avant de suivre une formation de dessin à la Kunstgewerbeschule de Munich et de réaliser des stages chez des maîtres ferronniers et des fondeurs.
De retour à Bruxelles, il travaille comme dessinateur pour plusieurs architectes, dont Georges Hobé, Delpy et Victor Horta pour qui il trace les plans du pavillon du Congo pour l'Exposition universelle de 1900 à Paris.
Sa carrière d'architecte commence très tard (à l'âge de 35 ans) en tant qu'assistant de l'architecte Adhémar Lener qui vient de remporter le concours organisé par la société « Les Grands Hôtels Belges S.A. » pour la construction d'un hôtel de luxe à la place Rogier : le Palace Hôtel.
Et ce n'est qu'à 37 ans qu'il construit sa première œuvre personnelle, la clinique du Docteur Van Neck qui héberge depuis 1978 l'Institut de Rythmique Jaques-Dalcroze de Belgique. Il participe également à la construction de cités-jardins dont Batavia à Roulers, Hautrage-Nord et Kapelleveld à Woluwe-Saint-Lambert. En 1937, il construit sa propre maison, au 47 rue du Châtelain à Ixelles.  
Professeur d'architecture, de dessin technique et du travail du bois, il enseigne à l'École de dessin et des arts décoratifs  d'Etterbeek, puis à l'École des Arts industriels  et  décoratifs  d'Ixelles et à l'Institut supérieur d'architecture et arts décoratifs (La Cambre).
Il participe à plusieurs concours pour la reconstruction de villes détruites lors de la Seconde Guerre mondiale.

## Style
Après sa collaboration à la construction du Palace Hôtel de style « Art nouveau géométrique », Antoine Pompe annonce dès 1910, avec la révolutionnaire clinique du Dr Van Neck, le « modernisme » qui triomphera durant l'entre-deux-guerres et auquel il se consacrera durant les années 1920, avant de rompre avec ce mouvement en 1929.  

## Réalisations

### Immeuble de style « Art nouveau géométrique »
- 1908-1909 : Palace Hôtel, 22-24 place Rogier (en tant qu'assistant de l'architecte Adhémar Lener)[4],[5]

### Immeubles de transition entre « Art nouveau géométrique » et « Modernisme »
- 1910 : clinique du Docteur Van Neck, 53 rue Henri Wafelaerts[6].
- 1913 : Maison Gheude, avenue Molière 174 (Antoine Pompe et Fernand Bodson)
- 1916 : 33 rue d'Écosse (Antoine Pompe et Fernand Bodson)

### Réalisations de style moderniste
- 1919 : Cité Batavia à Roulers (avec Fernand Bodson)
- 1920-1921 : cité-jardin de La Roue à Anderlecht, avec Louis Van der Swaelmen, Jean-Jules Eggericx, A. De Koninck et Fernand Bodson
- 1923-1926 : Cité-jardin du Kapelleveld, avec Louis Van der Swaelmen, Huib Hoste, Jean-François Hoeben et Paul Rubbers[7],[8],[9],[10],[11],[12]
- 1922 : rue des Atrébates 129
- 1926 : avenue de Floride (détruit en 1926)
- 1937 : Maison personnelle de l'architecte Antoine Pompe, rue du Châtelain 47[13]

### Maisons de style cottage anglais
- 1922 : Maison Vandevelde, avenue Jacques Sermon 25 à Ganshoren, près de la Basilique de Koekelberg[14],[15]
- 1926 : Maison Stevens, avenue des Princes Brabançons 29 à Watermael-Boitsfort[14],[15],[16]